# Статистичний кополімер
Статистичний кополімер (рос. статистический сополимер, англ. statistical copolymer) — кополімер, що складається з макромолекул, в яких розподіл послідовностей мономерних ланок підкоряється певному статистичниму законові …ABAAABBABBAABBB… Прикладом статистичного кополімера зокрема може бути такий, що містить макромолекули, в яких послідовний розподіл мономерних ланок описується статистикою Маркова.

## Статистичний псевдокополімер
Нерегулярний полімер, у молекулах якого розподіл послідовностей структурних ланок підкоряється відомим статистичним законам.